# Человек без свойств
«Челове́к без свойств» (нем.  Der Mann ohne Eigenschaften) — незавершённый роман Роберта Музиля. Автор писал свой главный роман около 20 лет до самой смерти. При жизни издан только частично.
На русский язык был впервые переведён С. Аптом и издан в СССР в 1984 году издательством «Художественная литература».

## Сюжет
Действие происходит в Австро-Венгрии в 1913 году. Правительство одряхлевшей империи решает найти достойный ответ на будущее празднование в Германии в 1918 году 30-летнего юбилея правления Вильгельма II. Создаётся специальный комитет, который должен разработать специальную австрийскую идею для празднования 70-летия правления Франца Иосифа I не хуже, чем в соседней Германии. Ирония заключается в том, что читателю прекрасно известно, что в 1918 году никому не будет дела до празднования, а император Франц Иосиф не доживёт до этого года. Автор пишет о пропавшей некогда великой, а задним числом смешной империи. Это подчёркивается ироническим тоном, в романе везде упоминаются буквы К. и К., что иногда означает Королевская и Кайзерская, а иногда — Королевско-Кайзерская, и только большие специалисты по бюрократии могли сказать, как писать в каждом случае. Следует иронический пассаж: «Будем называть её просто Каканией. Добрая старая Какания была по своей конституции либеральна, но управлялась клерикально. Она управлялась клерикально, но жила в свободомыслии. Перед законом все граждане были равны, но гражданами-то были не все».
Комитет по подготовке празднования теряется в догадках, что придумать, в него попадают более или менее случайные люди, которые не прочь что-то выиграть. Попавший по недоразумению генерал, например, пытается получить новый флот. Руководит комитетом жена консула Эрмелинда Туцци, называемая в романе Диотима. Это прозвище ей дал протагонист Ульрих, тоже член комитета. Тридцатидвухлетний Ульрих, «человек без свойств», уже успел побывать офицером, инженером и математиком, а теперь пробует свои силы на общественной ниве.
Постепенно в действие романа включается всё больше персонажей. Германский промышленник Арнгейм (под этим именем выведен Вальтер Ратенау), в которого влюбляется Диотима, приехал непонятно зачем и поражает всех широчайшими познаниями, культурой и богатством. Арнгейм имеет виллу в Берлине в новейшем стиле, фигурирующую во всех публикациях по современной архитектуре, и замок, похожий на настоящий родовой замок. Впрочем, еврейский банкир Фишель раскрывает тайну Арнгейма — того прозаическим образом интересуют галицийские нефтепромыслы. Дочь банкира Герда сообщает тайну Ульриху, а он её попутно соблазняет. Впрочем, по-настоящему его интересует лишь Диотима. Другие любовные линии — Бонадея (тоже кличка), подобравшая избитого Ульриха на улице, и «через две недели уже четырнадцать дней как его любовница». Подруга юности Ульриха Кларисса тоже хочет соблазнить его, хотя и замужем за его другом Вальтером.
Помимо людей из высшего общества, в романе действуют служанка Диотимы, вступающая в связь с чёрным слугой Арнгейма, пока сам Арнгейм ухаживает за Диотимой, а также серийный маньяк-убийца Моосбругер. Машина австрийского правосудия никак не может решить, считать ли его вменяемым, невменяемым или частично вменяемым. На этой почве ссорятся два старых друга-юриста, один из них — отец Ульриха. Вторая часть романа заканчивается на телеграмме от отца: «Ставлю тебя в известность о последовавшей моей кончине». Ульрих отправляется для организации похорон и там встречается с сестрой Агатой, готовящейся к разводу со вторым мужем. Неожиданно оказывается, что брат и сестра необычайно близки духовно — «сиамские близнецы». Агата переезжает к Ульриху, он проводит с ней много времени в духовной близости, имеющей явственные кровосмесительные обертоны. Комитет по-прежнему колеблется, и Диотима тоже не знает, уйти к Арнгейму или остаться с мужем. Поползновения Арнгейма на нефть известны уже многим, Арнгейм приглашает Ульриха на должность секретаря, но последний отказывает.
Были предприняты многочисленные попытки восстановить конец романа, прерванного скоропостижной смертью автора, но эта тайна ушла с ним в могилу.

## История написания
Музиль работал над романом более двадцати лет, начиная с 1921 года и до своей внезапной смерти, последовавшей в швейцарской эмиграции в 1942 году. Суммарная длина романа — около 1700 страниц. Он посвятил всего себя работе над ним, из-за чего вёл образ жизни на грани нищеты. Свой вклад внесла инфляция 1920-х годов и эмиграция. Первые две книги были изданы в 1930 году и были восприняты как длинный роман без особого сюжета на устаревшую тему и не вызвали большого интереса. Остальное было издано вдовой писателя. Только в 1950-е годы, после нового издания, книга начала привлекать внимание. Роман о томлениях духа, о распаде империи с его необычным стилем и длинными диалогами, «роман идей» теперь считается критиками одним из классических произведений XX века, одной из великих книг немецкоязычной литературы.